# Aphonopelma griseum
Aphonopelma griseum là một loài nhện trong họ Theraphosidae.
Loài này thuộc chi Aphonopelma. Aphonopelma griseum được Ralph Vary Chamberlin miêu tả năm 1940.